# 白緣姬鬼蛛
白緣姬鬼蛛（学名：Neoscona subpullata）为金蛛科姬鬼蛛屬下的一个种。